# François Étienne de Rosily-Mesros
François Étienne de Rosily-Mesros (Brest, 13 gennaio 1748 – Parigi, 12 novembre 1832) è stato un ammiraglio francese e anche esploratore e diplomatico.
Proveniva da una famiglia aristocratica della Bretagna con antiche tradizioni militari. Il più antico antenato conosciuto della sua famiglia era Roland de Rosily contemporaneo del Re di Francia Luigi IX (XIII secolo).

## Biografia

### I primi anni in marina
Nato a Brest il 13 gennaio 1748, discendente dalla Maison de Rosily, un'antica famiglia della nobiltà bretone, suo padre era François-Joseph de Rosily-Méros detto il Comte de Rosily, Chef d'Escadre e comandante della squadra francese di Brest nel 1762 Dopo aver frequentato il collegio de la Fléche, nel 1762 entrò a far parte della flotta con il grado di guardiamarina, all'età di quattordici anni.  Dall'epoca dell'arruolamento al 1769 completò il suo apprendistato in mare eseguendo diverse campagne d'istruzione, visitando successivamente Rio de Janeiro, Terranova, Santo Domingo e i Caraibi. In quegli anni navigò a bordo dei vascelli la Sage e l'Amphion, delle fregate la Malicieuse, le Therpisichore, l'Hirondelle, e la Perle. Sottotenente di vascello nel 1770 si imbarcò sulla nave Abrewack comandata da Yves Joseph de Kerguelen de Trémarec con la quale effettuò una campagna di osservazione sulle coste della Francia che andavano da Brest a Dunkerque. Subito dopo partì con Kerguelen de Trémarec, a bordo della fregata Fortune, per un viaggio di esplorazione nel Pacifico del Sud, alla ricerca del territorio australe, vero scopo del viaggio. Il 13 febbraio 1772, creduto di aver scoperto il continente, egli fu inviato a bordo di una scialuppa ad effettuare una ricognizione per riconoscere il territorio, ma al ritorno della scialuppa, la fregata era scomparsa. Miracolosamente recuperato dalla flûte Le Gros-Ventre del comandante Sain-Allouarn, navigò a bordo della stessa per otto mesi, visitando le Indie Olandesi, Timor, Batavia e l'Isle de France ritornando infine in Francia nel 1773. Una volta in Patria chiese immediatamente il permesso di riunirsi a Kerguelen, che stava per iniziare un nuovo viaggio di esplorazione delle terre del sud, e nel medesimo tempo andava alla sua ricerca. Partì dalla madrepatria e trovò l'esploratore francese nell'Ile de France, dove assunse il comando della corvetta l'Ambition.  Questa campagna ebbe la durata di quattordici mesi, e ritornò in Europa verso la fine del 1774, visitando ben presto numerosi porti di Gran Bretagna, Scozia ed Irlanda. Dal suo viaggio riportò in Francia diversi oggetti utili alla Marina francese, pompe a catena, armamenti per vascelli e fregate, piani di costruzioni navali, ecc.  Durante tutto il suo viaggio egli tenne una corrispondenza particolare con il Sottosegretario di stato alla Marina reale, Monsieur Antoine de Sartine.

### La guerra di indipendenza americana
Promosso tenente di vascello nel febbraio 1778,  assunse il comando del trabaccolo Le Coureur, appartenente alla squadra al comando del tenente di vascello Jean-Isaac Chadeau de la Clocheterie, che alzava la sua insegna a bordo della fregata da 30 cannoni La Belle Poule. Inquadrato in tale formazione navale prese parte ad una crociera nel Canale della Manica.
Il 17 giugno 1778 la squadra francese si scontrò con alcune navi inglesi appartenenti alla squadra dell'ammiraglio Augustus Keppel. La fregata La Belle-Poule, nave ammiraglia, fu attaccata dalla fregata britannica da 32 cannoni HMS Arethusa, accompagnata dallo sloop da 14 cannoni HMS Alerte. Egli non esitò ad attaccare quest'ultimo, impegnandolo in combattimento e andando all'abbordaggio, e tale azione salvò La Belle Poule da sicura cattura. Purtroppo nel combattimento la sua nave riportò danni gravissimi, imbarcando acqua da tutte le parti, ed egli fu costretto ad arrendersi agli inglesi. Al suo ritorno in Francia viene ricompensato per il coraggio dimostrato, ricevendo dal re Luigi XVI la Croce di Cavaliere dell'Ordine di San Luigi. Rientrato dalla prigionia nel febbraio 1780, assunse l'incarico di addetto alle costruzioni navali del porto di Brest. Nel maggio dello stesso anno divenne comandante della fregata la Lively, impegnata a proteggere i convogli nel golfo di Biscaglia.  Tenente comandante nel 1781, si imbarcò sul vascello da 74 cannoni Le Fendant, che faceva parte della scorta ad un convoglio diretto in India. A bordo di questa nave raggiunse nuovamente Mauritius dove assunse il comando della fregata Cleopatra. Salpato da Mauritius si portò quindi a   Trincomalee, dove si riunì alla squadra dell'ammiraglio Pierre André de Suffren de Saint Tropez. La firma del trattato di Parigi, avvenuta il 3 settembre 1783, consacrò l'indipendenza americana mettendo definitivamente fine alla guerra navale nell'Oceano Indiano, riportando in Francia la squadra di Suffren. Nel 1784 fu elevato al rango di capitano di vascello.

### Le missioni diplomatiche durante le guerre dell'Impero
Dopo un piccolo periodo di riposo, al comando della fregata Vénus salpò nuovamente da Brest nel febbraio 1785, arrivando a Mauritius il 29 maggio dello stesso anno. Compiendo una difficile e pericolosa navigazione il suo viaggio di esplorazione toccò il Madagascar, l'Arabia Saudita e la Persia, ed egli colse l'occasione per aggiornare le carte idrografiche dei luoghi. Il suo viaggio lo portò poi a navigare i mari dell'India, della Cina e delle Filippine.  Proprio in India, nel luglio 1788, la fregata la Venus, che abbisognava di numerosi lavori di riparazione, venne disarmata a Pondichery, e sostituita con la Meduse. Al suo ritorno a Mauritius nel 1790 apprese dello scoppio della Rivoluzione francese, e durante quell'anno succedette temporaneamente al conte Henry de Mac Nemare, comandante della squadra francese nell'Oceano indiano, morto assassinato. Nell'agosto 1791 il governatore David Charpentier de Cossigny lo sostituì con il capitano marchese Armand Philippe Germain de Saint-Félix. Rientrato in Francia a bordo della Fidèle nel 1792, dopo sette anni di lontananza, trasportando a bordo il nuovo governatore, Hyppolite de Maurés conte di Malartic, e quattro delegati, diretti all'Assemblea nazionale. Dopo il suo rientro fu nominato contrammiraglio nel gennaio 1793, prestando servizio con funzioni di comandante d'armi presso il porto di Rochefort, e compiendo un viaggio di ispezione lungo le coste da Saint Malo fino ad Anversa. Nel luglio dello stesso anno fu destituito del grado perché ritenuto di origini nobiliari, e si ritirò a Versailles con la sua famiglia. Occupò il suo tempo riordinando i numerosi rilevamenti idrografici compiuti durante i suoi viaggi, ma pochi mesi dopo fu reintegrato nel suo grado, e incaricato dal Comitato di salute pubblica di stendere una relazione approfondita dei suoi viaggi in India e Cina. Il 1° Vendémiaire dell'anno V fu elevato al rango di viceammiraglio (settembre 1796).
In seguito compì varie missioni di ispezione a Genova, La Spezia, Boulogne, Anversa e Amsterdam. Durante gli intervalli tra questi viaggi redasse un gran numero di istruzioni relative agli equipaggiamenti e alla tattica navale, fornendo al generale Bonaparte importanti informazioni per la spedizione in Egitto.  Secondo alcune fonti il giovane generale gli aveva offerto il comando della flotta, ma egli rifiutò per non abbandonare la sua giovane sposa. Nel 1799 pubblicò l'opera Rapport et instruction concernant les poudres de guerre, scritta insieme a François-Joseph de Gratet Dubouchagee e a Marie François comte de Aboville.
Sapendo che l'Imperatore aveva pensato a lui per l'incarico di comandante della flotta d'invasione, sperava di essere promosso al grado di ammiraglio e insignito della Legion d'Onore. Infatti fu nominato Cavaliere e poi Commendatore dell'ordine rispettivamente il 19 Frimaio (19 dicembre 1803) e il 25 prairial (14 giugno 1804) dell'anno XII. Non contento scrisse una lettera a Napoleone in cui chiedeva di essere promosso al rango di Grande ufficiale, ma ciò provocò la reazione stizzita dello stesso. Napoleone non pensava ancora di affidargli un comando operativo in mare, ma non rifiutò alcune sue preziose conoscenze per i suoi progetti, in quanto il 26 Termidoro dell'anno XII incaricò il Ministro della Marina Denis Decrès di chiedere al vice-ammiraglio «un rapporto molto dettagliato su tutta la costa africana.»

### Lo sfortunato rientro in azione
Il 19 agosto 1804 l'ammiraglio Latouche-Tréville, comandante della squadra del Mediterraneo morì, a causa di una crisi cardiaca, a bordo della sua nave, il vascello Bucentaure ancorato nella rada di Tolone. Napoleone volendo rimuovere dal comando provvisorio della squadra il contrammiraglio Dumanoir scrisse in una lettera indirizzata al ministro Decrès il 10 Fruttidoro dell'anno XII (28 agosto 1804: Mi sembra che, per comandare la squadra, ci siano solo tre uomini: Bruix, Villeneuve e Rosily. Per Rosily credo che sia pieno di buone intenzioni, ma non ha fatto nulla per quindici anni, e non so se era un buon marinaio, e che addestramento ha ricevuto. Tuttavia è una cosa molto urgente, e c'è da prendere una decisione subito. La scelta per il comando della squadra di Tolone cadde sul quarantunenne Villeneuve, considerato giovane e fortunato,  due qualità che Napoleone prediligeva.
Infine gli fu affidato il tanto desiderato comando operativo. In seguito ad alcuni parziali insuccessi di Villeneuve, tra cui quello dell'agosto 1805 in cui, dando adito ad alcune voci a lui pervenute, invertì nuovamente la rotta quando incontrò, nottetempo, un convoglio mercantile che scambiò per una squadra inglese di 25 vascelli, comandata da Nelson la flotta franco-spagnola si portò a sud, raggiungendo il porto di Cadice il 20 agosto. Qui fu bloccata dalla squadra inglese. La grande occasione di raggiungere Brest per ricongiungersi a Ganteaume e conquistare il dominio del Canale della Manica era andata definitivamente persa. Il 25 agosto Napoleone sciolse l'Armata d'Inghilterra, pronto a trarne la Grande Armata con cui dare vita all'invasione dell'Austria e della Germania. Nei confronti dello sfortunato ammiraglio Napoleone si esibì, davanti al Ministro della Marina Dècres, in una delle sue spettacolari scene di rabbia, decidendo di sostituirlo con il più anziano ammiraglio Rosily-Mesros. La nomina arrivò il 24 settembre 1805 ed egli lasciò immediatamente Parigi per raggiungere Cadice, dove doveva assumere il comando della flotta combinata che contava 33 vascelli di linea, 18 francesi e 15 spagnoli. Tuttavia, saputo della propria destituzione il 20 settembre Villeneuve, che poteva essere prudente, ma non si faceva dare del vigliacco da nessuno, neanche da Napoleone, decise di salpare e accettare il combattimento. La battaglia di Trafalgar si concluse in una cocente disfatta per i franco-spagnoli, solamente 11 navi riuscirono a rientrare a Cadice. Altre due navi spagnole, il Santa Ana e il Neptuno furono soccorse alle unità del commodoro Julien Marie Cosmao-Kerjulien e ricondotte in porto.
Attardato da un incidente che l'aveva fermato a Madrid per un certo tempo, arrivò a Cadice il 25 ottobre trovando, al posto delle previste 18 unità francesi, solamente cinque vascelli gravemente danneggiati. Il disastro di Trafalgar era irreparabile ma egli riorganizzò la piccola squadra francese, forte di cinque vascelli e due fregate, rendendola pronta a prendere il mare al primo ordine. Purtroppo la sua piccola squadra rimase bloccata a Cadice per ben tre anni, costantemente sorvegliata da una squadra inglese di 10 navi. Nonostante le ripetute insistenze di Napoleone affinché si portasse a Tolone, egli reputò il rischio troppo grande in virtù delle scarse forze disponibili.
Il 27 ottobre 1807 il primo ministro spagnolo Manuel Godoy aveva stipulato con Napoleone a Fontainebleau un trattato segreto per la spartizione del Portogallo tra Francia e Spagna, che tuttavia rimase lettera morta. Nel marzo 1808 truppe francesi al comando di Gioacchino Murat entrarono in Spagna, occupando alcune fortezze e la capitale Madrid. Il 17 dello stesso mese scoppiò ad Aranjuez una rivolta contro Godoy, e contro la presenza francese in Spagna. Il 26 maggio una squadra britannica forte di 13 vascelli, di cui quattro a tre ponti, con a bordo 5.000 soldati, effettuò un tentativo di entrare nella baia di Cadice. L'attacco venne respinto dall'intervento delle 11 navi di linea della squadra franco-spagnola, unitamente alle artiglierie dei forti e alle batterie costiere. Il giorno dopo la popolazione della città insorse contro i francesi. La squadra spagnola presente in porto, composta da sei navi,, si allontanò dalla squadra francese, mettendosi di traverso per impedire l'uscita delle sue navi dalla rada. Egli allora, temendo che le proprie navi potessero essere catturate con un'azione terrestre, le allontanò nella zona interna occidentale del porto, ancorandosi in una zona ritenuta sicura. Gli spagnoli, però, spostarono i cannoni dei forti per poter tenere sotto tiro anche il nuovo ancoraggio.
Nei giorni 9 e 10 giugno, ridotto a contare solamente alle proprie forze, vide sparare contro le proprie navi più di 1.200 colpi di cannone.  Gli ordini ricevuti prevedevano che il giorno 11 le sue navi passassero attraverso le quelle spagnole, per poi attraversare la flotta britannica, venti a favore permettendo. Tuttavia la popolazione minacciò di uccidere tutti francesi rimasti a terra, e nulla annunciava l'arrivo dei soccorsi promessi per sette mesi. Al comando di un Corpo d'armata il generale Pierre Dupont de l'Étang tentò di prestargli aiuto, ma venne bloccato e sconfitto a Bailén il 23 luglio 1808 dalle truppe del generale spagnolo Francisco Javier Castaños. Il giorno 14 egli avviò dei negoziati con il generale spagnolo don Tomás de Morla, governatore della provincia di Cadice. Inizialmente propose al governatore spagnolo di sbarcare i cannoni delle navi, mantenendo a bordo gli equipaggi e alzando a riva la bandiera francese. Tale proposta venne rifiutata, e visto il rapido peggioramento della sua situazione tattica decise di consegnare le navi, per evitare gravose perdite umane. Dopo la resa ritornò in Francia assieme al suo stato maggiore, dove Napoleone gli offrì la direzione del Ministero della Marina, ma egli non accettò. Riprese in seguito le funzioni di direttore del depositi della marina.

### L'ultima fase della carriera
Nel 1809 fu nominato Conte dell'Impero, e membro della Commissione d'inchiesta incaricata di investigare la condotta di Victor Hugues, commissario comandante in capo della Guyana francese, accusato di essersi arreso al nemico senza combattere. Nel 1811 divenne Presidente del Consiglio delle costruzioni navali, e nel 1813, di concerto con l'ingegnere Jean Bernard Tarbé de Vauxclairs, ispettore generale delle strade e dei ponti, e di Charles François Beautemps-Beaupré, membro dell'accademia delle scienze, fu designato per scegliere la posizione più idonea ove installare un cantiere navale alla foce del fiume Elba. Nel 1814, sotto la sua direzione, il corpo degli ingegneri idrografici riceve la sua definita organizzazione, e iniziò nel 1816 la ricognizione delle coste della Francia. Nel 1817 risultava in forza alla Marina reale in qualità di viceammiraglio
Il 25 luglio dello stesso anno Luigi XVIII lo nominò Grande ufficiale della Legion d'Onore, accordandogli il Gran Cordone dell'Ordine il 27 dicembre successivo. Presidente del collegio elettorale di Finistère il 26 settembre 1818, nonostante il fallimento della sua missione, fu nominato Commendatore dell'Ordine di San Luigi il 21 ottobre, e Gran Croce il 17 agosto 1822. Si ritirò definitivamente a vita privata nel 1827, e il re, in segno di apprezzamento, gli conferì il titolo onorifico di Direttore Generale dei depositi della Marina Militare. Il 28 ottobre 1811 aveva sostituito Louis Antoine de Bougainville presso il Bureau des Longitudes, e diventò membro associato dell'Accademia delle Scienze francesi il 26 maggio 1816. Si spense a Parigi il 12 novembre 1832. In quanto marinaio dell'Impero, il suo nome figura sull'Arco di Trionfo, a Parigi. Inciso sul lato est, assieme a quello di Pierre Charles Silvestre de Villeneuve. Il suo corpo è sepolto al cimitero monumentale di Père-Lachaise.

### Periodici
- Giuliano da Frè, Il vallo di legno, in RID-Rivista Italiana Difesa, No.10, Chiavari, Giornalistica Riviera Soc. Coop. a.r.l., ottobre 2005,  pp. 82-97.
- Roberto Roggero, Trafalgar. Il tocco di Nelson, in Eserciti nella Storia, Parma, Delta Editrice s.n.c., novembre-dicembre 2004,  pp. 64-72.